# Mornarički zbor Sjedinjenih Američkih Država
Mornarički zbor Sjedinjenih Američkih Država (engl.: United States Marine Corps, USMC) ili samo Mornari (Marinci) Sjedinjenih Američkih Država (United States Marines) je grana Oružanih snaga SAD-a. Zbor podpada pod odjel mornarice (Department of the Navy) i pomoćnika ministra obrane za ratnu mornaricu, ali se radi o zasebnoj grani oružanih snaga koja usko vezana uz Američku ratnu mornaricu (US Navy) u pogledu vježbi, transporta i logistike. Dok je Američka ratna mornarica zadužena za ratovanje na moru, marinci su mornaričke kopnene snage zadužene za pomorski desant, iskrcavanje na kopno i ratovanje na kopnu. 
Američki marinci su poznati po specifičnom borbenom duhu (Esprit de corps) koji se razvija i čuva pod krilaticom Semper fidelis (Uvijek vjerni). Smatraju se za elitne snage te američki marinci čuvaju američka veleposlanstva diljem svijeta. U 2017. godini Zbor ima oko 186 000 djelatnih pripadnika i oko 38 500 pripadnika u pričuvi.[nedostaje izvor]

## Namjena
Kao što je navedeno u Zakonu o nacionalnoj sigurnosti iz 1947. godine, tri glavna područja odgovornosti za Marinski zbor su:
- Zauzimanje ili obrana naprednih pomorskih baza i druge kopnene operacija kako bi se podržale pomorske operacije
- Razvoj taktike, tehnike i opreme koju koriste amfibijske desantne snage u koordinaciji s vojskom i zrakoplovstvom
- Druge takve dužnosti na koje Predsjednik ili Ministarstvo obrane mogu uputiti.

Rigorozna i temeljita obuka (12 tjedana), moderno naoružanje, hrabrost, visok stupanj domoljublja i nevjerojatna želja za ostvarenjem zadatka su glavni aduti ovog roda. Stacionirani na ratnom brodovlju, uglavnom na nosačima aviona, te brodovima za potporu flote, Marinci su specijalizirani za razne amfibijske desante, pomorske i zračne, sa svrhom zauzimanja obale, kopnenog teritorija i urbanih sredina. 
Marinci SAD-a djeluju po cijelom svijetu, gdje god zatrebaju, čuvaju američka veleposlanstva u kriznim žarištima, rabe se kao garnizon u vojarnama na tlu drugih zemalja, uglavnom neprijateljski nastrojenih prema SAD-u. Ove snažne postrojbe prekaljene su u svjetskim ratovima, pogotovo u Drugom, gdje su korišteni kao glavna okosnica napada na otoke i obalne predjele a i u unutrašnjosti. Marinci su slani na najteže zadatke, sudjelovali su u najžešćim bitkama u Drugom svj. ratu i imali su najviše gubitaka u ljudstvu. Mogu se iskrcati na
bilo kojoj obali svijeta u roku od 96 sati.
Marinci surađuju, kad je to potrebno, sa svim rodovima vojske. 
Jedna od rijetkih postrojbi koje mogu biti pod izravnim zapovjedništvom predsjednika države.

## Povijest
Marinski zbor Sjedinjenih Američkih Država ima korijene u Kontinentalnim marincima za vrijeme Američkog rata za neovisnost, koji je formirao satnik Samuel Nicholas nakon rezolucije Drugog kontinentalnog kongresa 10. studenoga 1775., kako bi podigao dvije bojne marinaca kako bi se borili protiv engleskih kolonijalista. Prvi Marinci regrutirani su krčmi Tun Tavern. Taj datum se smatra i slavi kao datum osnivanja Marinskog zbora. 
Na kraju rata za neovisnost, i Kontinentalna mornarica i Kontinentalni marinci su raspušteni u travnju 1783. godine. Američki Kongres je 11. srpnja 1798. godine u vrijeme priprema za tkz. Kvazi-rat s Francuskom službeno osnovao Marinski zbor Sjedinjenih Američkih Država. Marince je Ministarstvo rata angažiralo još u kolovozu 1797. godine radi služenja na novoizgrađenim fregatama koje je odobrio Kongresni Zakon o pomorskom naoružanju od 18. ožujka 1794. u kojem se navodi broj marinaca koji moraju biti smješteni na svakoj od fregata.
Najpoznatije djelovanje marinaca ovog razdoblja dogodilo se tijekom Prvog berberskog rata od 1801. do 1805. protiv berberskih pirata na obalama Sjeverne Afrike., kada su William Eaton i prvi poručnik Presley O'Bannon vodili osam marinaca i 500 plaćenika u pokušaju da osvoje Tripoli, današnji glavni grad Libije. Iako su stigli samo do grada Derne, operacija u Tripoliju ovjekovljena je u Himni marinaca i maču Mameluka koju nose marinski časnici.

## Ustroj
Okosnicu Marinskog zbora Sjedinjenih Američkih Država čine Marinske ekspedicijske snage (Marine expeditionary force, MEF) koje su najveća borbena formacija. Trenutno postoje tri takve formacije koje su ustrojene oko tri marinske divizije s pomoćnim postrojbama. 1. marinska divizija se nalazi u marinskoj bazi Pendleton kod San Diega u Kaliforniji na američkoj Zapadnoj obali. 2. marinska divizija je smještena u marinskoj bazi Lejeune u Sjevernoj Karolini, na američkoj Istočnoj obali. 3. marinska divizija se nalazi u marinskoj bazi Courntey u Okinawi u Japanu. Marinske pričuvne snage su ustrojene oko 4. marinske divizije smještene u New Orleansu u saveznoj državi Louisiana.
- I. Marinske ekspedicijske snage, Camp Pendleton, Kalifornija
  - 1. marinska divizija
  - 3. marinsko zrakoplovno krilo
  - 1. marinska logistička grupa
  - 1. marinska ekspedicijska brigada
  - 11. marinska ekspedicijska postrojba
  - 13. marinska ekspedicijska postrojba
  - 15. marinska ekspedicijska postrojba

- II. Marinske ekspedicijske snage, Camp Lejeune, Sjeverna Karolina
  - 2. marinska divizija
  - 2. marinsko zrakoplovno krilo
  - 2. marinska logistička grupa
  - 2. marinska ekspedicijska brigada
  - 22. marinska ekspedicijska postrojba
  - 24. marinska ekspedicijska postrojba
  - 26. marinska ekspedicijska postrojba

- III. Marinske ekspedicijske snage, Camp Butler, Okinawa, Japan
  - 3. marinska divizija
  - 1. marinsko zrakoplovno krilo
  - 3. marinska logistička grupa
  - 3. marinska ekspedicijska brigada
  - 31. marinska ekspedicijska postrojba

- Marinske pričuvne snage, New Orleans, Louisiana
  - 4. marinska divizija
  - 4. marinsko zrakoplovno krilo
  - 4. marinska logistička grupa

## Oprema

### Vozila
- 403 tenkova M1 Abrams
- 778 vozila Light Armored Vehicle LAV
- 1 321 vozila Assault Amphibious Vehicle (AAV)
- 1 806 vozila Logistic Vehicle System Replacement (LVSR)
- 19 598 vozila Humvee
- 11 400 vozila Medium Tactical Vehicle Replacement (MTVR)

### Zrakoplovi
- 273 borbena lovca F/A-18 Hornet
- 57 borbenih lovaca F-35 Lightning II (ukupno naručeno 353 F-35B i 67 F-35C)
- 97 lovaca jurišnika AV-8B Harrier II
- 52 tankera Lockheed Martin KC-130
- 55 borbenih helikoptera Bell AH-1 SuperCobra
- 90 borbenih helikoptera AH-1Z Viper (ukupno naručeno 189 komada)
- 142 transportna helikoptera CH-53E Super Stallion
- 160 transportna helikoptera UH-1Y Venom
- 300 transportna helikoptera MV-22B Osprey (naručeno još 360 komada)
- 50 bespilotnih letjelica AAI RQ-7 Shadow
- bespilotne letjelice RQ-11 Raven
- bespilotne letjelice Puma AE

## Proračun
Prema Odjelu za ratnu mornaricu, odakle se Marinski zbor financira, proračun Marinskog zbora za fiskalnu godinu 2019. iznosi 27,6 milijardi dolara ili 182,1 milijardu kuna.

## Veterani
Ne postoji "bivši Marinac" ili "nekadašnji Marinac" (ex-Marinac). Njihova izreka je: "Jednom Marinac, zauvijek Marinac". Marinci koji više nisu u aktivnoj službi u Marinskom zboru mogu biti u Marinskoj pričuvi (USMCR), u mirovini (USMC - Ret) ili veterani (USMC - Vet). Bivši Marinci su oni koji su dobili nečastan otpust iz Zbora.

## Kultura i disciplina
Marinci jako drže do kulture i discipline. Poznat je Marinski bend koji svira marševe posvuda.
Najpoznatiji i službeni marš je Semper Fidelis, kojeg je napisao John Phillip Sousa. Imaju logo koji se naziva Orao, Globus i Sidro (Eagle, Globe and Anchor). Grimizna i zlatna boja su službene boje Marinskog zbora, i pojavljuju se na svim oznakama.
Marinci sve više časnike oslovljavaju s Gospodine (Sir) ili Gospođo (Ma'am). Niži časnici se oslovljavaju po činu i prezimenu. Isto vrijedi za dočasnike.

## Slogan
Njihov slogan je semper fidelis, ili skraćeno semper fi, što na latinskom znači uvijek vjerni.
Za razliku od ostalih rodova, oni imaju himnu, a ne pjesmu. Njihova himna je jedina priznata od strane Kongresa.

## Vanjske poveznice
- Američki Marinci, službena stranica
- Tekst himne i informacije
- Informacije o služenju
- The Marines (dokumentarni film)
- TV spot Marinaca
- Helikopterski desant marinaca